# Honglou Times Square
Honglou Times Square («Хунлоу Тайм Сквер») — сверхвысокий небоскрёб, расположенный в китайском городе Ланьчжоу. Построен в 2018 году в стиле модернизма, на начало 2021 года являлся самым высоким зданием города, 72-м по высоте зданием Китая, 85-м — Азии и 136-м — мира. 313-метровая башня Honglou Times Square имеет 56 наземных и три подземных этажа; в небоскрёбе размещаются офисы, 484 гостиничных номера и подземный паркинг.

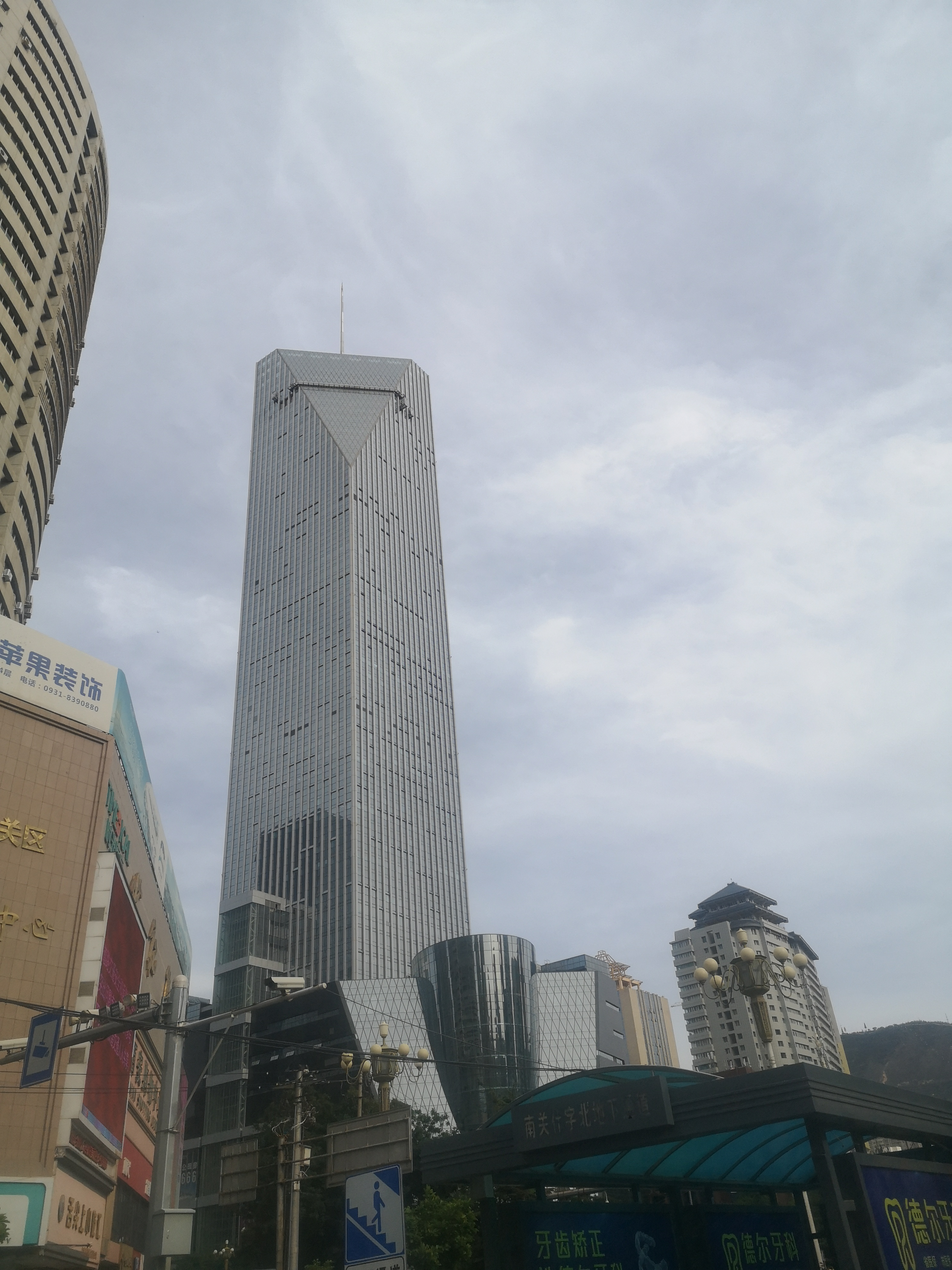